# Matriz cuadrada
Una matriz {\displaystyle A} de {\displaystyle n} por {\displaystyle m} elementos, es una matriz cuadrada si el número de filas es igual al número columnas, es decir, {\displaystyle n=m} y se dice, entonces, que la matriz es de orden {\displaystyle n}:
{\displaystyle A={\begin{pmatrix}a_{11}&a_{12}&a_{13}&\cdots &a_{1n}\\a_{21}&a_{22}&a_{23}&\cdots &a_{2n}\\a_{31}&a_{32}&a_{33}&\cdots &a_{3n}\\\vdots &\vdots &\vdots &\ddots &\vdots \\a_{n1}&a_{n2}&a_{n3}&\cdots &a_{nn}\\\end{pmatrix}}}
Las matrices cuadradas son las más utilizadas en álgebra.

## Propiedades
Toda matriz cuadrada se puede descomponer en la suma de una matriz simétrica y una matriz antisimétrica.
Si A y B son matrices del mismo orden, entonces se pueden sumar entre sí. Los productos de matrices no son válidos en ambos sentidos, por lo general AB es distinto de BA. Además, surgen los conceptos de determinante y traza solo aplicables a matrices cuadradas.
Una matriz cuadrada A de orden n es singular si su determinante es nulo. En tal caso se dice que dicha matriz no tiene inversa.

## Clases de matrices cuadradas

### Matriz triangular superior
Una matriz cuadrada es triangular superior si tiene nulos todos los elementos que están por debajo de la diagonal principal, de la forma:
{\displaystyle A={\begin{pmatrix}a_{11}&a_{12}&a_{13}&\cdots &a_{1m}\\0&a_{22}&a_{23}&\cdots &a_{2m}\\0&0&a_{33}&\cdots &a_{3m}\\\vdots &\vdots &\vdots &\ddots &\vdots \\0&0&0&\cdots &a_{nm}\\\end{pmatrix}}}
Ejemplo:
{\displaystyle A={\begin{pmatrix}3&6&12&-3\\0&-2&4&9\\0&0&1&0\\0&0&0&8\\\end{pmatrix}}}
Perteneciente a {\displaystyle M_{4}}

### Matriz triangular inferior
Una matriz cuadrada es triangular inferior si tiene nulos todos los elementos que están por encima de la diagonal principal, de la forma:
{\displaystyle A={\begin{pmatrix}a_{11}&0&0&\cdots &0\\a_{21}&a_{22}&0&\cdots &0\\a_{31}&a_{32}&a_{33}&\cdots &0\\\vdots &\vdots &\vdots &\ddots &\vdots \\a_{n1}&a_{n2}&a_{n3}&\cdots &a_{nm}\\\end{pmatrix}}}
Ejemplo:
{\displaystyle A={\begin{pmatrix}3&0&0\\0&-2&0\\6&2&1\\\end{pmatrix}}}
Perteneciente a {\displaystyle M_{3}}

### Matriz diagonal
Una matriz cuadrada es diagonal si tiene nulos todos los elementos excepto los de la diagonal principal, de la forma:
{\displaystyle A={\begin{pmatrix}a_{11}&0&0&\cdots &0\\0&a_{22}&0&\cdots &0\\0&0&a_{33}&\cdots &0\\\vdots &\vdots &\vdots &\ddots &\vdots \\0&0&0&\cdots &a_{nn}\\\end{pmatrix}}}
Ejemplo:
{\displaystyle A={\begin{pmatrix}3&0&0&0\\0&-2&0&0\\0&0&1&0\\0&0&0&8\\\end{pmatrix}}}
Perteneciente a {\displaystyle M_{4}}
Por definición, toda matriz diagonal es triangular superior y triangular inferior.

### Matriz unidad
Una matriz cuadrada es una matriz unitaria o matriz unidad si todos los elementos en su diagonal principal son la unidad y los demás elementos son 0. Se trata de un caso particular de matriz diagonal, y se representa por I. 
{\displaystyle I={\begin{pmatrix}1&0&0&\cdots &0\\0&1&0&\cdots &0\\0&0&1&\cdots &0\\\vdots &\vdots &\vdots &\ddots &\vdots \\0&0&0&\cdots &1\\\end{pmatrix}}}
Ejemplo:
{\displaystyle I={\begin{pmatrix}1&0&0&0\\0&1&0&0\\0&0&1&0\\0&0&0&1\\\end{pmatrix}}}
Perteneciente a {\displaystyle M_{4}}